# 로니 본 프리에들
로니 본 프리에들(Loni von Friedl, 1943년 7월 24일 ~ )은 오스트리아의 연극 배우, 영화배우이다.
빈에서 태어났다.

## 영화
- 몬순 베이비 (2014년)
- 스턴의 귀로 (1984년)
- 태양 저편으로의 여행 (1969년)
- 더 모먼트 투 킬 (1968년)
- 대야망 (1966년)